# Arndt Grille
Arndt Grille (* 18. Januar 1920) ist ein ehemaliger deutscher Fußballspieler. Er war 1951/52 für die BSG Einheit Pankow in der Oberliga, der höchsten Fußballspielklasse des DDR-Sportausschusses, aktiv.

## Sportliche Laufbahn
Grille bestritt sein erstes Oberligapunktspiel am 16. Dezember 1951 für die Ost-Berliner Betriebssportgemeinschaft (BSG) Einheit Pankow im Stadtderby des 18. Spieltages Einheit Pankow – BSG Motor Oberschöneweide (0:0). Er wurde für 60 Minuten auf der linken Angriffsseite eingesetzt. Auf dieser Position erkämpfte er sich sofort einen Stammplatz, sodass er bis zum Saisonende auf insgesamt 19 Punktspieleinsätze kam und mit fünf Treffern zusammen mit zwei weiteren Spielern erfolgreichster Torschütze der Pankower wurde. 
Die Fußballmannschaft der BSG Einheit war erst zu Beginn der Saison 1951/52 gebildet worden, um der Forderung der DDR-Führung gerecht zu werden, in der Oberliga zwei Ost-Berliner Mannschaften zu spielen lassen, nachdem in der Vorsaison nach den Abstiegen des VfB Pankow und der SG Lichtenberg 47 nur noch die SG Union Oberschöneweide aus Ost-Berlin in der Oberliga vertreten gewesen wäre. Der Einheit-Kader wurde aus einigen VfB-Akteuren und überwiegend neu hinzugekommenen Spielern gebildet. Diese willkürlich zusammengestellte Mannschaft war in der Oberliga chancenlos und landete am Saisonende wie zuvor der VfB Pankow auf dem letzten Tabellenplatz und musste absteigen. 
Entgegen den Ergebnissen in der Oberliga gestaltete sich der Verlauf im DDR-Fußballpokal-Wettbewerb für Einheit Pankow erfolgreicher. Die Berliner stießen zunächst bis in das Halbfinale vor, unterlagen dort aber Lok Stendal mit 0:1. Da die Stendaler aber anschließend wegen des unerlaubten Einsatzes eines Spielers disqualifiziert wurden, gelangten die Pankower in das Endspiel. Dort trafen sie auf den Vizemeister SG Volkspolizei Dresden. Arndt Grille bestritt das Finale auf seiner gewohnten Linksaußenposition, war aber mit seiner Mannschaft deutlich unterlegen, die das Spiel mit 0:3 verlor. 
In den Spielzeiten 1952/53 und 1953/54 kickte Grille mit Einheit Pankow in der zweitklassigen DDR-Liga. In diesen zwei Jahren kam er in den insgesamt ausgetragenen 50 Punktspielen auf 44 Einsätze und 14 Tore. Da die BSG Einheit anschließend in die drittklassige Ost-Berliner Bezirksliga abstieg, verlor sich Grilles Spur im unterklassigen Fußballbereich.

## Stationen
- 1951 bis 1954: BSG Einheit Pankow